# Campomorone
Campomoróne (Campomon in ligure) è un comune italiano di 6 448 abitanti della città metropolitana di Genova in Liguria.

## Geografia fisica
Buona parte del territorio comunale campomoronese si sviluppa in val Verde, valle minore dell'alta val Polcevera, lungo la riva sinistra del torrente Verde, poco a monte della confluenza con il torrente Riccò. L'area nord-occidentale del territorio comunale, affacciata sui laghi del Gorzente, fa invece parte del bacino padano. Il capoluogo si trova a nord di Genova.
I principali corsi d'acqua, oltre al Verde e al Riccò, sono i rii minori d'Iso, Gioventina, Gallaneto e San Martino e, sul versante padano, il torrente Gorzente.
Tra le vette il monte delle Figne (1172 m), il monte Taccone (1113 m), il monte Leco (1072 m), il Bric di Guana (962 m), il Bric Lagolungo (923 m), il monte Battolina (834 m), il monte Calvo (747 m), il Bric Bastia (574 m), il monte Carlo (550 m), il monte Carmelo (533 m), il monte Lavergo (502 m). Attraverso il passo della Bocchetta (772 m s.l.m.) è possibile il collegamento con la cittadina piemontese di Voltaggio nella valle del Lemme.

## Storia

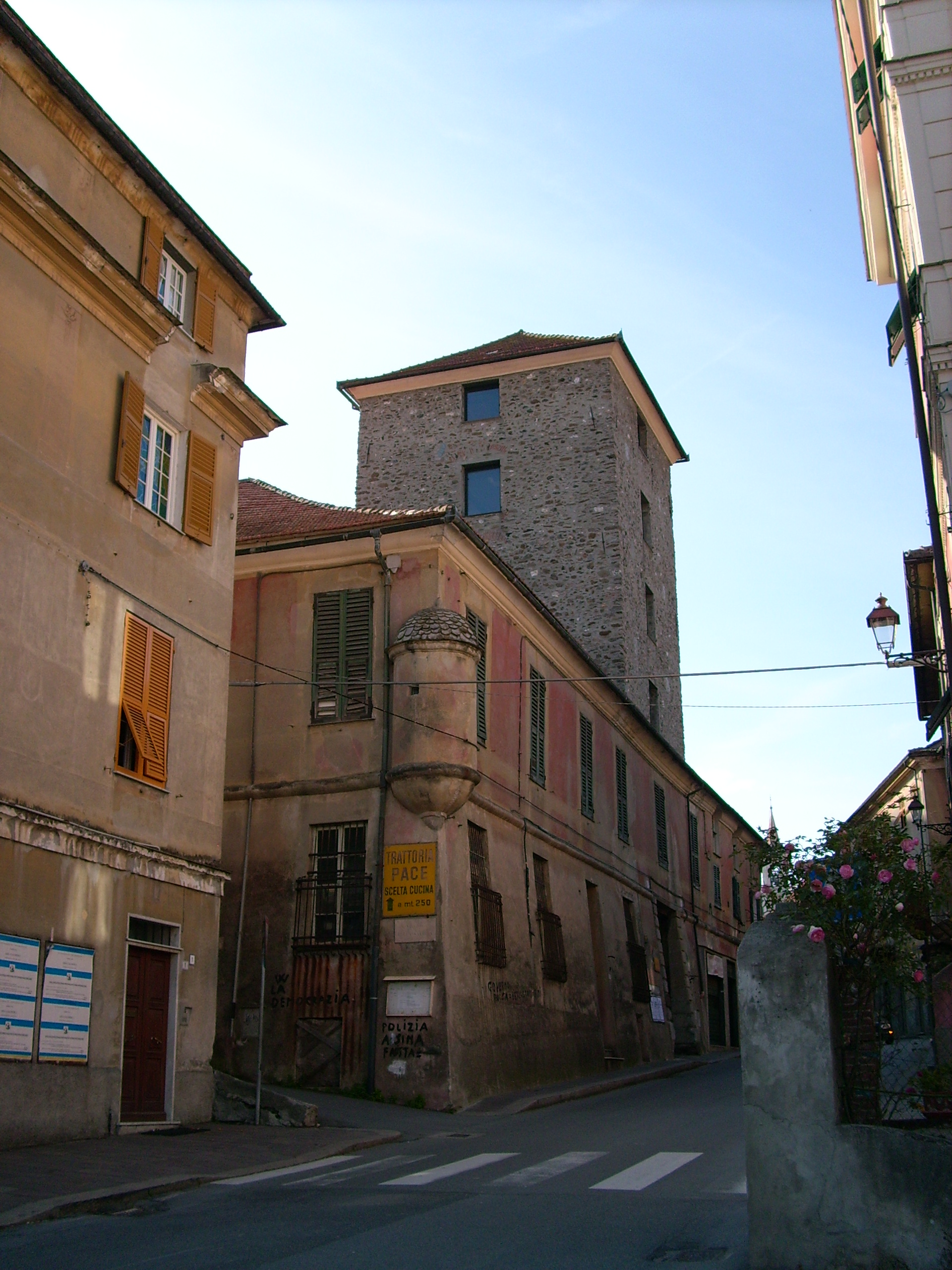
"La Saliera"

I numerosi ritrovamenti di manufatti di varia natura, risalenti all'età del ferro, segnano la presenza dell'uomo in queste valli già in epoca preistorica.
In epoca romana, precisamente nel 148 a.C., fu costruita la Via Postumia ad opera del console della Repubblica di Roma Spurio Postumio Albino Magno. Già in quest'epoca contese tra i Liguri Genuates e i Veiturii Langenses (abitanti dell'alta val Polcevera) dominavano per queste valli, tanto da rendere necessario nel 117 a.C. un intervento diretto del Senato romano.
Nel III secolo le prime incursioni barbariche portarono allo spopolamento del paese verso Genova, ma in seguito la zona cominciò a ripopolarsi. L'attività agricola rifiorì e si riattivarono le vie di comunicazione. Durante il dominio bizantino della Liguria (intorno al 537) i paesi sulla Via Postumia, quindi anche Campomorone, divennero presidi politico-militari. Non esistono fonti storiche riguardo al Medioevo e si hanno del paese poche e sporadiche notizie, tra le quali le invasioni dei Saraceni nel IX e X secolo.
In un documento scritto del 1163 viene citato il toponimo Campomorone, relativo alla vendita di terre e campi ad un console di Genova.
Nel XVI secolo Campomorone vide aumentare la sua importanza politica, ma soprattutto economica. La Repubblica di Genova, divenuta nuova proprietaria del villaggio già dal XII secolo, rese carreggiabile il percorso di fondovalle del Polcevera fino al passo della Bocchetta, inaugurando la nuova strada il 5 dicembre del 1583. In seguito fu costruito il palazzo Pinelli, ora palazzo Balbi e sede del municipio, mentre verso la fine del secolo era già operante l'attività estrattiva del marmo verde di Pietralavezzara. Nei locali della parrocchia di Santo Stefano di Larvego esiste un reperto antichissimo che contrasta con la credenza che l'estrazione del marmo (conosciuto come "verde Polcevera") di Pietralavezzara, iniziò in epoca rinascimentale. Si tratta di un battistero in marmo verde ricavato da un blocco di alcuni quintali risalente all'XI secolo.
Nel XVII secolo fu costruita la cappella di San Bernardo, ampliando la preesistente cappella di Santa Caterina da Siena. L'edificio divenne punto di riferimento degli abitanti assorbendo parte degli uffici parrocchiali della pieve di Langasco. Nel 1702, dopo un'opera di ampliamento, fu riaperta al culto la cappella di Nostra Signora della Misericordia.
Tra il 1746 e il 1747, nel quadro storico della guerra di successione austriaca, il territorio subì l'invasione degli Austriaci e molte frazioni di Campomorone furono abbandonate dagli abitanti, tra cui Cravasco dove gli invasori saccheggiarono la locale chiesa portando via la campana, gli arredi, bruciando le carte e i documenti dell'archivio. Tra le varie distruzioni compiute dall'esercito austriaco si ricorda inoltre la devastazione della chiesa romanica di Santo Stefano, dove fu lasciato in piedi soltanto il campanile.
Con la nuova dominazione francese di Napoleone Bonaparte, il 2 dicembre 1797 il territorio di Campomorone rientrò nel dipartimento del Polcevera, con capoluogo Rivarolo, all'interno della Repubblica Ligure. Dal 28 aprile del 1798 con i nuovi ordinamenti francesi, Larvego divenne capoluogo del V cantone della giurisdizione della Polcevera e dal 1803 centro principale del II cantone della Polcevera nella giurisdizione del Centro. Annesso al Primo Impero francese, dal 13 giugno 1805 al 1814 venne inserito nel dipartimento di Genova.
Nel 1815 fu inglobato nel Regno di Sardegna, così come stabilito dal congresso di Vienna del 1814, e successivamente nel Regno d'Italia dal 1861. Dal 1859 al 1926 il territorio fu compreso nel XIV mandamento di Pontedecimo del circondario di Genova dell'allora Provincia di Genova.
Fino all'Ottocento l'ente comunale aveva il nome di Larvego, ed aveva sede nella omonima frazione; assunse il nome attuale con il suo trasferimento nel 1871 nell'attuale capoluogo. Durante la seconda guerra mondiale tanti furono i partigiani di queste valli che contribuirono con il loro sacrificio alla liberazione d'Italia. In particolare, l'eccidio di Cravasco prende il nome dalla frazione omonima, presso il cui cimitero furono fucilati per rappresaglia diciassette antifascisti.
Dal 1973 al 31 dicembre 2008 ha fatto parte della Comunità montana Alta Val Polcevera e, con le nuove disposizioni della Legge Regionale nº 24 del 4 luglio 2008, ha fatto parte fino al 2011 della Comunità montana Valli Genovesi Scrivia e Polcevera.

### Simboli
Stemma
Gonfalone

Lo stemma e il gonfalone sono stati concessi con il decreto del presidente della Repubblica del 20 febbraio 1996.

## Monumenti e luoghi d'interesse

La chiesa parrocchiale di San Bernardo presso il capoluogo

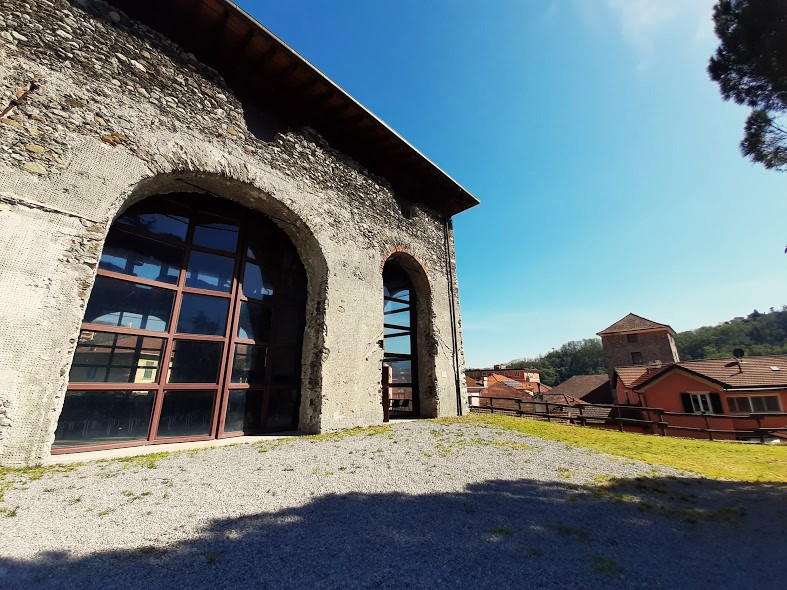
"U Cabannun" di Campomorone con la torre della Saliera sullo sfondo

### Architetture religiose
- Chiesa parrocchiale di San Bernardo nel capoluogo.
- Chiesa parrocchiale di San Bartolomeo situata presso la frazione di Cravasco.
- Chiesa parrocchiale di San Michele Arcangelo nella frazione di Gallaneto.
- Cappella di Nostra Signora delle Grazie nella frazione di Gallaneto. Fu per la volontà del locale sacerdote Giuseppe Paganini che nel 1821 venne edificato il nuovo luogo di culto, in sostituzione di una precedente edicola votiva.
- Chiesa parrocchiale di San Rocco nella frazione di Gazzolo.
- Chiesa parrocchiale di Sant'Andrea nella frazione di Isoverde.
- Cappella di Nostra Signora delle Grazie nella frazione di Isoverde, del XIX secolo.
- Chiesa parrocchiale di San Siro nella frazione di Langasco.
- Cappella di Nostra Signora delle Grazie nella frazione di Langasco, risalente alla metà del XVIII secolo.
- Cappella di San Gottardo nella frazione di Langasco, del XVII secolo.
- Chiesa parrocchiale di Santo Stefano nella frazione di Larvego.
- Cappella di Nostra Signora delle Grazie e San Giuseppe nella frazione di Larvego. Il primo impianto potrebbe essere stato risalente al XVII secolo; l'odierna cappella è il frutto di una ricostruzione avvenuta nella seconda metà dell'Ottocento a seguito di una scossa di terremoto che danneggiò la struttura agli inizi del XIX secolo.
- Cappella di Nostra Signora di Pompei nella frazione di Larvego, costruita agli inizi del Novecento.
- Chiesa parrocchiale dell'Ascensione di Nostro Signore nella frazione di Pietralavezzara.
- Cappella di Nostra Signora della Guardia nella frazione di Pietralavezzara, databile all'Ottocento.
- Cappella di San Rocco nella frazione di Pietralavezzara, databile tra la fine dell'Ottocento e l'inizio del Novecento.

### Architetture civili
- Palazzo Balbi nel capoluogo. Edificato tra il 1590 e il 1595 ad opera del marchese Costantino Pinelli è oggi sede del municipio e di due musei civici. Si attribuisce il merito dell'acquisto del palazzo all'allora sindaco Parodi Giovanni Mario che, con i fondi comunali acquistò il palazzo rendendolo la nuova sede comunale. Nel palazzo soggiornò papa Pio VII nel 1815; dalla finestra più elevata impartì la benedizione alla popolazione. L'evento è testimoniato in una lapide murata all'ingresso posta nel 1923.
- La "saliera" nel capoluogo. Costruito nel XVII secolo dalla famiglia D'Amico come deposito del sale, da cui deriverebbe la denominazione "La Saliera", si presenta in un edificio quadrangolare a corte su due piani. Il sale fu molto importante per l'economia di Campomorone, ma soprattutto per la Repubblica di Genova che ne aveva il monopolio. Il deposito fu anche usato come magazzino per merci varie. Il torrione della saliera, chiamata nel dialetto locale sáia, è sicuramente la testimonianza di un edificio già esistente costruito con forma irregolare in pietra di fiume. Il piano superiore era destinato alla sosta e riposo del personale del deposito, i cui membri erano detti in loco stapulieri. Essendo un bene prezioso sia per il Comune sia per l'antica repubblica genovese, la saliera era dotata di due guardiole per la difesa e controllo dell'edificio.
- "Cabannun" nel capoluogo, edificio costruito nel 1770 dalla famiglia Balbi e oggi adibito a sala polivalente.
- Villa Maria nel capoluogo, già villa nobiliare del XIX secolo.
- Ex casa Littoria nel capoluogo, oggi sede del comando locale dei carabinieri, edificato negli anni trenta del Novecento.
- Ex casa del Balilla nel capoluogo, oggi sede di una società sportiva, edificato negli anni trenta del Novecento.
- Palazzo Lastrico nella frazione di Langasco, già residenza nobiliare del XVIII secolo.
- Casa Solari nella frazione di Langasco, risalente al XVII secolo.

## Società

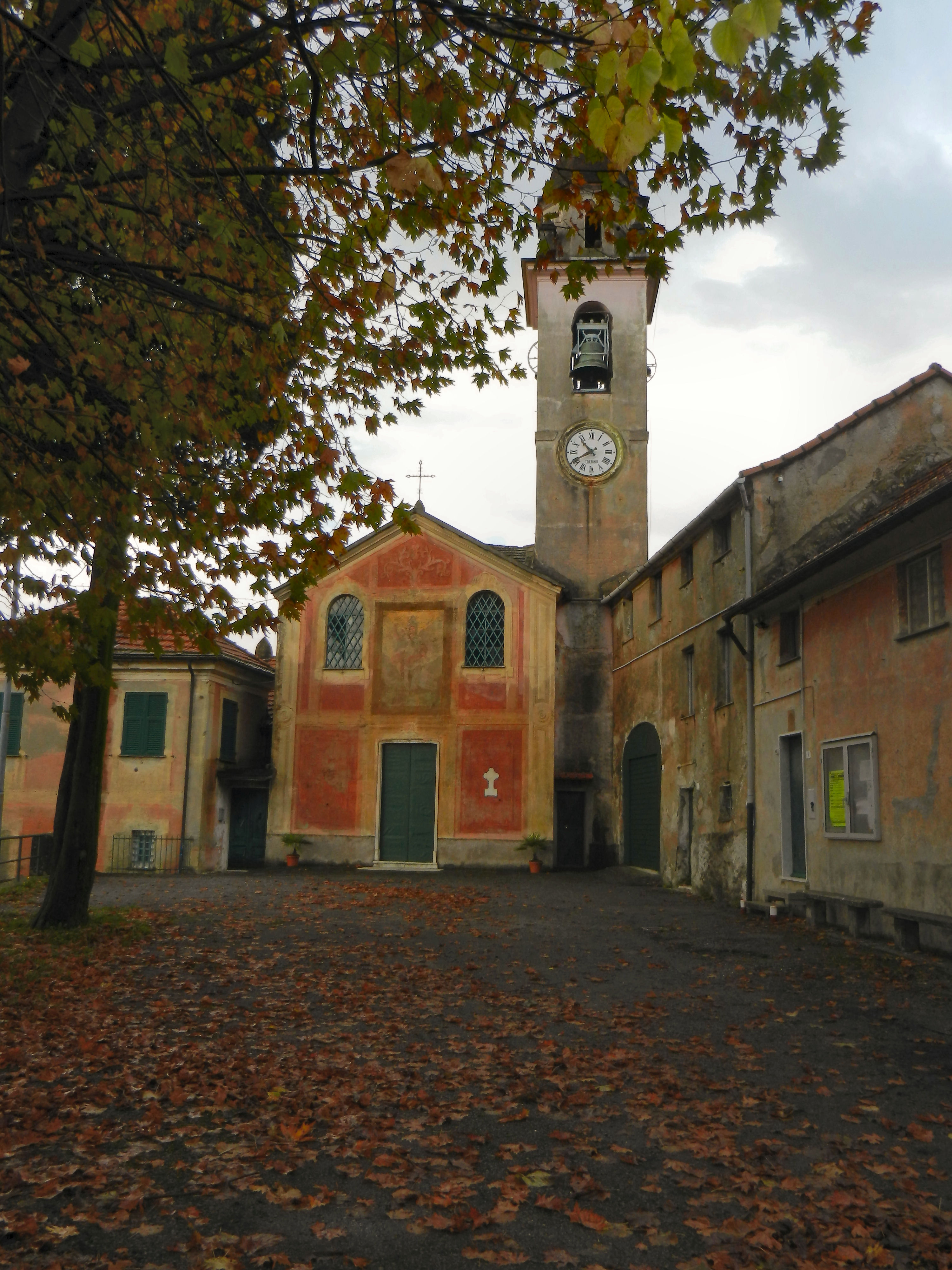
La chiesa di San Michele Arcangelo nella frazione di Gallaneto

### Evoluzione demografica
Abitanti censiti

### Etnie e minoranze straniere

La chiesa parrocchiale di Santo Stefano nella frazione di Larvego

Secondo i dati Istat al 31 dicembre 2022, i cittadini stranieri residenti a Campomorone sono 228, così suddivisi per nazionalità, elencando per le presenze più significative:
1. Marocco, 51
2. Romania, 38
3. Albania, 33

### Enti e associazioni
A Campomorone sono presenti diverse realtà associative culturali eterogenee tra le quali l'Associazione Culturale Other Theatre - "Le arti si fanno palcoscenico". L'associazione è un gruppo di professionisti che hanno collaborato per anni alla realizzazione di diversi progetti in ambito educativo, pedagogico e riabilitativo, utilizzando quali strumenti le arti e la teatroterapia. Scopi dell'Associazione sono la pratica, la diffusione e la promozione dell'attività e della cultura teatrale e di quella legata alle arti figurative e grafico-pittoriche e del teatro di ricerca, finalizzati all'approfondimento della conoscenza del Sé, come percorso di crescita e di benessere interiore e come strumento educativo in ambito sociale.
L'associazione si occupa dell'allestimento di spettacoli teatrali, dell'organizzazione di laboratori, corsi e stage di aggiornamento, della promozione di iniziative di ricerca e divulgazione della cultura teatrale, anche mediante l'organizzazione di convegni, manifestazioni, concorsi a carattere locale, regionale, nazionale ed internazionale e della promozione di attività di animazione e di aggregazione rivolta a bambini e a ragazzi.

## Cultura

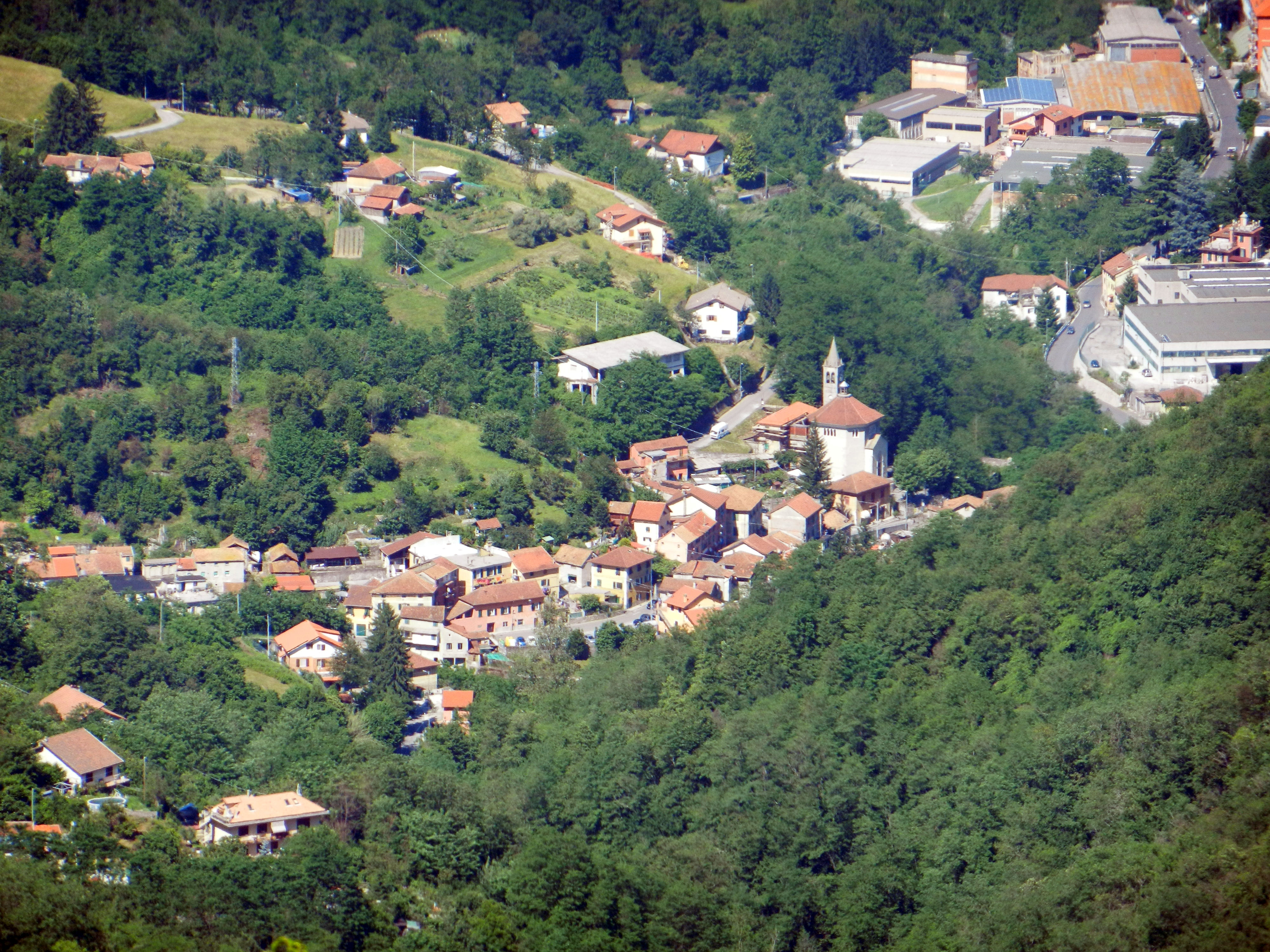
La frazione di Gazzolo

### Istruzione

#### Biblioteche
- Biblioteca del Centro studi di diritto internazionale umanitario e dottrina del Movimento internazionale di Croce Rossa e Mezzaluna rossa fondata nel 1994.[14]
- Biblioteca Civica Balbi fondata nel 1981.

#### Musei
- Museo della Croce Rossa Italiana. Aperto al pubblico nel 1986 presso la locale sede della stessa raccoglie oggetti, attrezzi e mezzi di trasporto storici della croce rossa di Campomorone.
- Museo civico di paleontologia e mineralogia[15]. Il museo fu inaugurato nel 1980 nelle sale dell'ultimo piano di palazzo Balbi, sede del comune. All'interno sono ospitati reperti fossili e mineralogici oltre che a laboratori didattici e sale per conferenze o proiezioni.
- Museo delle marionette[16]. Inaugurato nel 1996 è anch'esso ubicato presso il palazzo comunale Balbi. La collezione è completa di diversi campioni di marionette, nonché attrezzi e copioni per le scene donati dal concittadino Angelo Cenderelli al Centro Assistenza Infantile di Campora. Acquisiti dal comune nel 1980 sono ora esposti presso il museo.
- Biblioteca civica "Balbi"[17].

## Geografia antropica

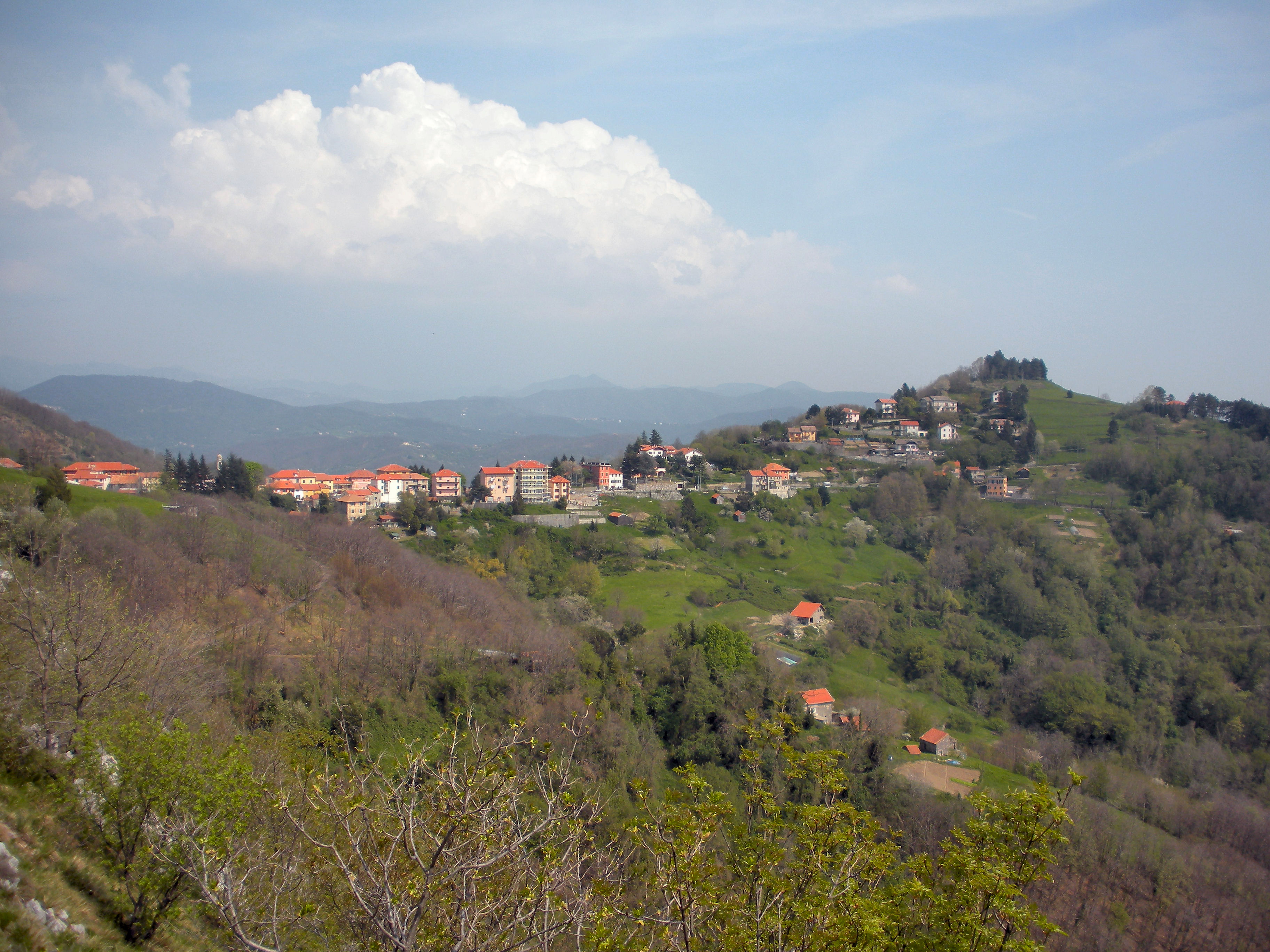
La frazione di Pietralavezzara

Il comune include le frazioni di Cravasco, Gallaneto, Gazzolo, Isoverde, Langasco, Pietralavezzara e Santo Stefano di Larvego storicamente riconosciute dalla comunità e dallo statuto comunale per un totale di 25,91 km2.
Confina a nord con i comuni di Bosio (AL), Voltaggio (AL) e Fraconalto (AL), a sud ovest con Ceranesi e Genova, ad est con Mignanego.

## Economia
Il territorio comunale ospita un certo numero di piccole industrie. Ormai ridottissima l'attività agricola, che una volta era la risorsa predominante di questo territorio. Una considerevole parte della popolazione si sposta giornalmente per lavorare nel comune di Genova.
Anticamente oltre alle decine di mulini, pastifici ed officine metallurgiche poste ai margini del torrente Verde si possono ricordare nella frazione di Isoverde le cave di gesso. Inoltre erano presenti piccole aziende, per lo più gestite da famiglie, impiegate nella lavorazione della juta e del cotone.
In località Galata (Campora) era attiva una tintoria dove a cavallo tra il 1800 e il 1900 si tingeva di blu, da una sola faccia, il tessuto in cotone prodotto dai cotonifici locali. Il tessuto così trattato veniva spedito negli Stati Uniti d'America e serviva per confezionare i celebri blue-jeans.

## Infrastrutture e trasporti

### Strade
Il territorio è attraversato prevalentemente da strade provinciali gestite da Città metropolitana di Genova che garantiscono i collegamenti tra il capoluogo e le frazioni.
In particolare:
- SP4 dei Piani di Praglia[19]: attraversa il territorio comunale nella frazione di Gazzolo. La strada collega Pontedecimo con i Piani di Praglia; ha collegamenti diretti con la SP50. La strada svalica in Piemonte.
- SP4 dir[20]: comprende il breve ponte che attraversa il torrente che collega Campomorone con la SP4 dei Piani di Praglia.
- SP5 della Bocchetta[21]: il suo inizio coincide con il confine tra via Gavino e via Campomorone; attraversa Campomorone, Langasco e Pietralavezzara per poi terminare con il passo della Bocchetta. È collegata sia a Campomorone, sia a Pietralavezzara con la SP6 di Isoverde.
- SP6 di Isoverde[22]: ha inizio da via Alcide de Gasperi fino ad arrivare a Cravasco. Attraversa Campora, Isoverde e Cravasco. È collegata alla SP50 di Santo Stefano, alla SP4 dir e alla SP5 della Bocchetta.
- SP50 di Santo Stefano[23]: ha inizio dalla frazione di Campora e raggiunge la località Caffarella passando per Santo Stefano. È collegata alla SP4 dei Piani di Praglia e alla SP6 di Isoverde.

### Mobilità urbana
Il servizio di trasporto pubblico locale viene effettuato dal 1º gennaio 2021 da AMT Genova.
L'area comunale è servita dalle linee:
- 736 Pontedecimo-Cravasco: la linea parte da Pontedecimo in via Anfossi e transitando per Campomorone, Campora e Isoverde raggiunge Cravasco; ad oggi solo due corse raggiungono Cravasco, mentre le altre sono limitate ad Isoverde;
- 833 Pontedecimo-Sareto: la linea parte da Pontedecimo in via Anfossi e transitando per Campomorone, Pontasso e Gaiazza raggiunge Sareto; ad oggi solo due corse raggiungono Sareto, mentre le altre sono limitate ad Gaiazza;
- 834 Pontedecimo-Caffarella: la linea parte da Pontedecimo in via Anfossi e transitando per Campomorone, Pontasso, Gazzolo e San Martino raggiunge Caffarella; ad oggi tre corse raggiungono Caffarella, mentre le altre sono limitate a San Martino;
- 838 Pontedecimo-Pietralavezzara: la linea parte da Pontedecimo in via Anfossi e transitando per Campomorone e Langasco raggiungono Pietralavezzara.

Le corse possono aver origine/destinazione a Campomorone (dal capolinea di Via Gavino) o da Ponte della Ferriera.

## Amministrazione

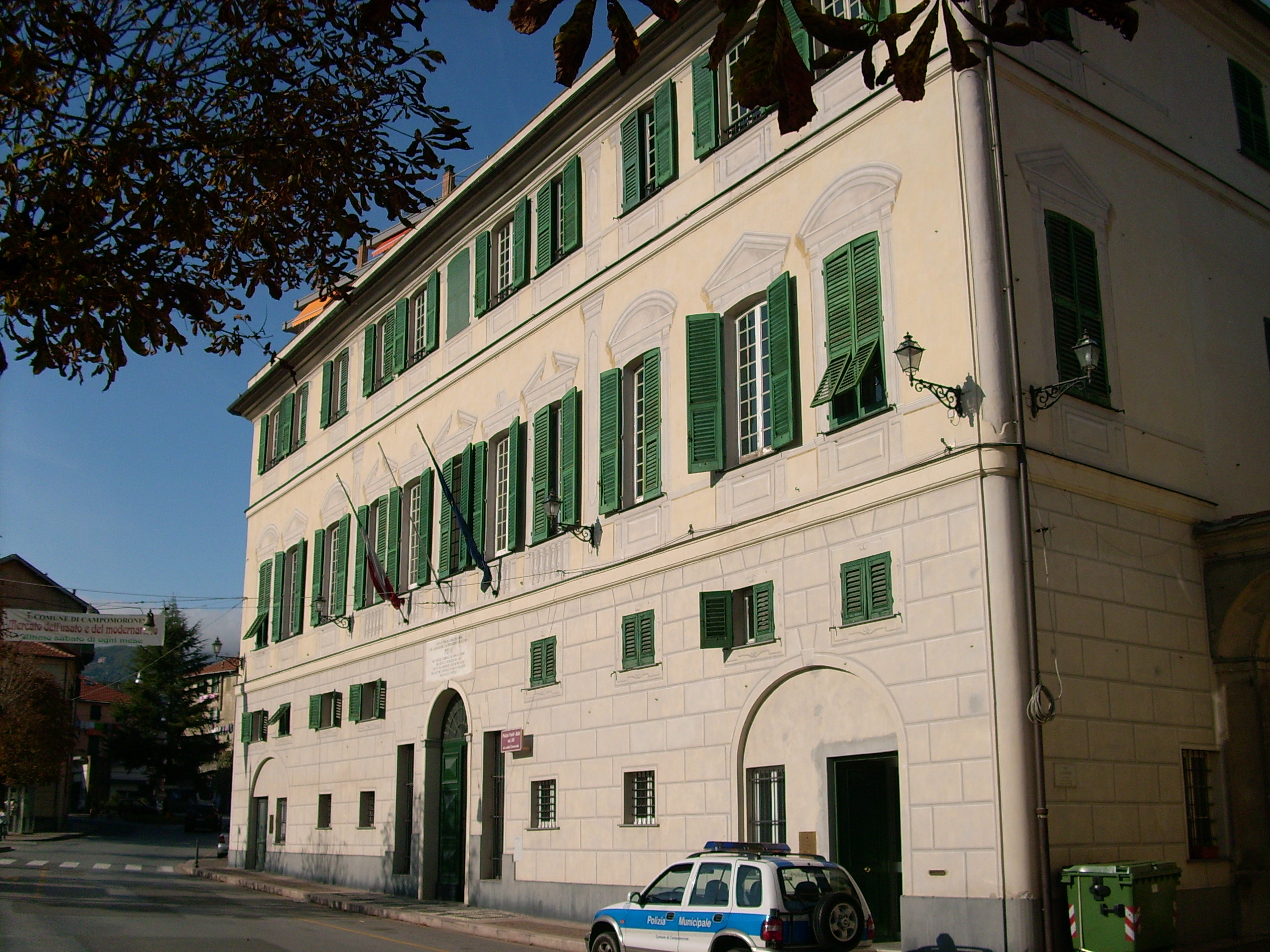
Palazzo Balbi sede del municipio e di musei

| Periodo        | Periodo        | Primo cittadino   | Partito                                                          | Carica  | Note |
| -------------- | -------------- | ----------------- | ---------------------------------------------------------------- | ------- | ---- |
| 18 luglio 1985 | 16 luglio 1990 | Giorgio Agnoletto | PCI                                                              | Sindaco |      |
| 27 luglio 1990 | 24 aprile 1995 | Giorgio Agnoletto | PDS                                                              | Sindaco |      |
| 24 aprile 1995 | 14 giugno 1999 | Giorgio Agnoletto | Solidarietà e Progresso (lista civica di centro-sinistra)        | Sindaco |      |
| 14 giugno 1999 | 14 giugno 2004 | Giorgio Agnoletto | Solidarietà e Progresso (lista civica di centro-sinistra)        | Sindaco |      |
| 14 giugno 2004 | 8 giugno 2009  | Giancarlo Campora | Solidarietà e Progresso (lista civica di centro-sinistra)        | Sindaco |      |
| 8 giugno 2009  | 26 maggio 2014 | Giancarlo Campora | Solidarietà e Progresso (lista civica di centro-sinistra)        | Sindaco |      |
| 26 maggio 2014 | 27 maggio 2019 | Paola Guidi       | Solidarietà e Progresso (lista civica di centro-sinistra)        | Sindaco |      |
| 27 maggio 2019 | 10 giugno 2024 | Giancarlo Campora | Campomorone la nostra comunità (lista civica di centro-sinistra) | Sindaco |      |
| 10 giugno 2024 | in carica      | Giancarlo Campora | Campomorone la nostra comunità (lista civica di centro-sinistra) | Sindaco |      |

### Gemellaggi
Campomorone è gemellata con:
- San Nicolás de los Arroyos, dal 2013[25]

## Sport

### Calcio
- U.S.D. Campomorone Sant'Olcese, militante nel campionato di Eccellenza. Gioca le sue partite casalinghe allo stadio comunale di Begato 9, a Bolzaneto.
- A.S.D. Vecchiaudace Campomorone, militante nel campionato di Prima Categoria. Nel 2025 ha ripreso la vecchia denominazione di US Audace Campomorone. Gioca le sue partite allo stadio Grondona di Pontedecimo

È, assieme a Mignanego, una delle località della val Polcevera in cui si pratica il calcio anormale (calcio misto maschile-femminile).